# Eduardo Fortunato de Baden-Baden
Eduardo Fortunato de Baden-Baden (em alemão:  Eduard Fortunat von Baden-Baden; Londres, 17 de setembro de 1565 – Castelo de Kastellaun, 8 de junho de 1600) foi um nobre alemão, pertencente à Casa de Zähringen, e que foi primeiro Marquês de Baden-Rodemachern e, depois, Marquês de Baden-Baden.

## Biografia
Nascido em Londres, Eduardo era o filho do marquês Cristóvão II de Baden-Rodemachern e da princesa sueca Cecília Vasa. Foi a sua madrinha, a rainha Isabel I de Inglaterra, que lhe deu o nome de Eduardo., tendo passado o seu primeiro ano de vida no Palácio de Hampton Court, em Inglaterra.
Quando o seu pai morreu, em 1575, ele tornou-se marquês de Baden-Rodemachern. O seu tutor, o duque Guilherme V da Baviera, deu-lhe uma educação Católica e, em 1584, ele converteu-se do Luteranismo para o Catolicismo, tal como já acontecera com sua mãe.
A rivalidade entre católicos e protestantes dividia a família de Eduardo e, a 18 de novembro de 1589, ele organizou um colóquio na Câmara Municipal de Baden-Baden onde se discutiu a argumentação de Católicos, (representados por Johann Pistorius), Luteranos (representados por Andreä e Jacob Heerbrand), e Calvinistas (representados por Schyrius). Mas o encontro acabou, apenas, por aprofundar diferenças.
Em 1587, ele visitou os familiares na Suécia, e acompanhou o seu primo materno Sigismundo III Vasa, Rei da Polónia-Lituânia (e mais tarde Rei da Suécia) à Polónia em 1588. Este nomeou-o responsável das Alfândegas e Minas na Polónia. Nesse mesmo ano, pela morte do seu primo paterno Filipe II, ele herdou a Marca de Baden-Baden, entregando Baden-Rodemachern ao seu irmão mais novo Filipe III.
O seu governo foi marcado pela severidade com que tratou os luteranos e por esbanjar os recursos do seu estado.

### A ocupação de Baden-Baden
A 13 de março de 1591, em Bruxelas, ele casou civilmente com Maria van Eicken (1571–1636), filha de Joos van Eicken, Governador da cidade de Breda. O casamento veio a ser regularizado religiosamente apenas a 14 de maio de 1593, após ela ter dado à luz uma menina. Ao todo o casal teve quatro filhos que, pela ascendência não aristocrática da mulher, nunca viriam a ser reconhecidos como herdeiros pela linha cadete de Baden-Durlach.
A não legitimidade sucessória dos seus filhos fez com que o marquês Ernesto Frederico de Baden-Durlach, do ramo protestante de Baden-Durlach, ocupasse, em 1594, toda a marca de Baden-Baden. Os filhos de Eduardo haveriam de readquirir os territórios apenas em 1622 quando a vitória da Liga Católica na Batalha de Wimpfen também lhes deu vantagem.

### Exílio e morte
Eduardo não só herdou dívidas de seus pais como as agravou. Após  ocupação dos seus estados, viveu em diversos castelos recorrendo aos mais variados esquemas, como a emisão de moeda, a alquimia e a magia negra para recuperar os seus territórios, chegando a espetar alfinetes num boneco de cêra com a esfinge de Ernesto Frederico, para o afetar. É também referido que Eduardo teria tentado envenenar o seu inimigo.
Em 1597 foi enviado à Alemanha para recrutar mercenários em nome do Governo espanhol. Em 1598 participou na tentativa do seu primo materno, Sigismundo Vasa, para reconquistar a Suécia a Carlos IX, sendo capturado na Batalha de Stångebro e ficando prisioneiro dos Dinamarqueses.
Eduardo morreu em 1600 no Castelo Kastellaun, após uma queda numa escadaria de pedra, possivelmente pelo seu estado de embriaguez.

## Casamento e descendência

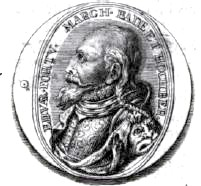
Medalha com a esfinge de Eduardo Fortunato, 1590.

Do seu casamento civil com Maria van Eicken, que teve lugar em Bruxelas a 13 de março de 1591, nasceram quatro filhos:
- Ana Maria Lucrécia (Anna Maria Lukretia), (1592–1654);
- Guilherme (Wilhelm) (1593–1677), que sucedeu ao pai como marquês de Baden-Baden, com descendência;
- Hermano Fortunato (Hermann Fortunatus) (1595–1665) que sucedeu ao tio paterno, Filipe III, como marquês de Baden-Rodemachern;
- Alberto Carlos (Albrecht Karl) (1598–1626).